# 櫻桃溪 (科羅拉多州)
櫻桃溪（英語：Cherry Creek）是位於美國科羅拉多州阿拉帕霍縣的一個人口普查指定地區。

## 地理
櫻桃溪的座標為39°38′04″N 104°52′58″W / 39.63444°N 104.88278°W，而該地最高點為海拔高度1575米（即5167英尺）。

## 人口
根據2010年美國人口普查的數據，櫻桃溪的面積為13.09平方千米，均為陸地。當地共有人口11120人，而人口密度為每平方千米849人。